# Edmontosaurus annectens
Edmontosaurus annectens (que significa "lagarto conectado de Edmonton") é uma espécie de dinossauro de cabeça chata e bico de pato (hadrossaurídeo) do final do período Cretáceo, onde hoje é a América do Norte. Restos de E. annectens foram preservados nas formações Frenchman, Hell Creek e Lance. Todas essas formações são datadas do estágio final do Maastrichtiano do Período Cretáceo Superior, representando os últimos três milhões de anos antes da extinção dos dinossauros (entre 68 e 66 milhões de anos atrás). Além disso, o E. annectens também foi encontrado na Formação Laramie, e a magnetostratigrafia sugere uma idade de 69-68 milhões de anos para a Formação Laramie. O edmontosaurus annectens é conhecido por numerosos espécimes, incluindo pelo menos vinte crânios parciais à completos, descobertos nos estados americanos de Montana, Dakota do Sul, Dakota do Norte, Wyoming e Colorado e na província canadense de Saskatchewan. Era um animal grande, com aproximadamente 12 metros, podendo chegar até 15m de comprimento, com um crânio extremamente longo e baixo. O E. annectens exibe um dos exemplos mais marcantes do focinho "bico de pato" comum aos hadrossauros. Tem uma longa história taxonômica, e os espécimes às vezes foram classificados nos gêneros Diclonius, Trachodon, Hadrosaurus, Claosaurus, Thespesius, Anatosaurus e Anatotitan, antes de serem agrupados no atual gênero Edmontosaurus.

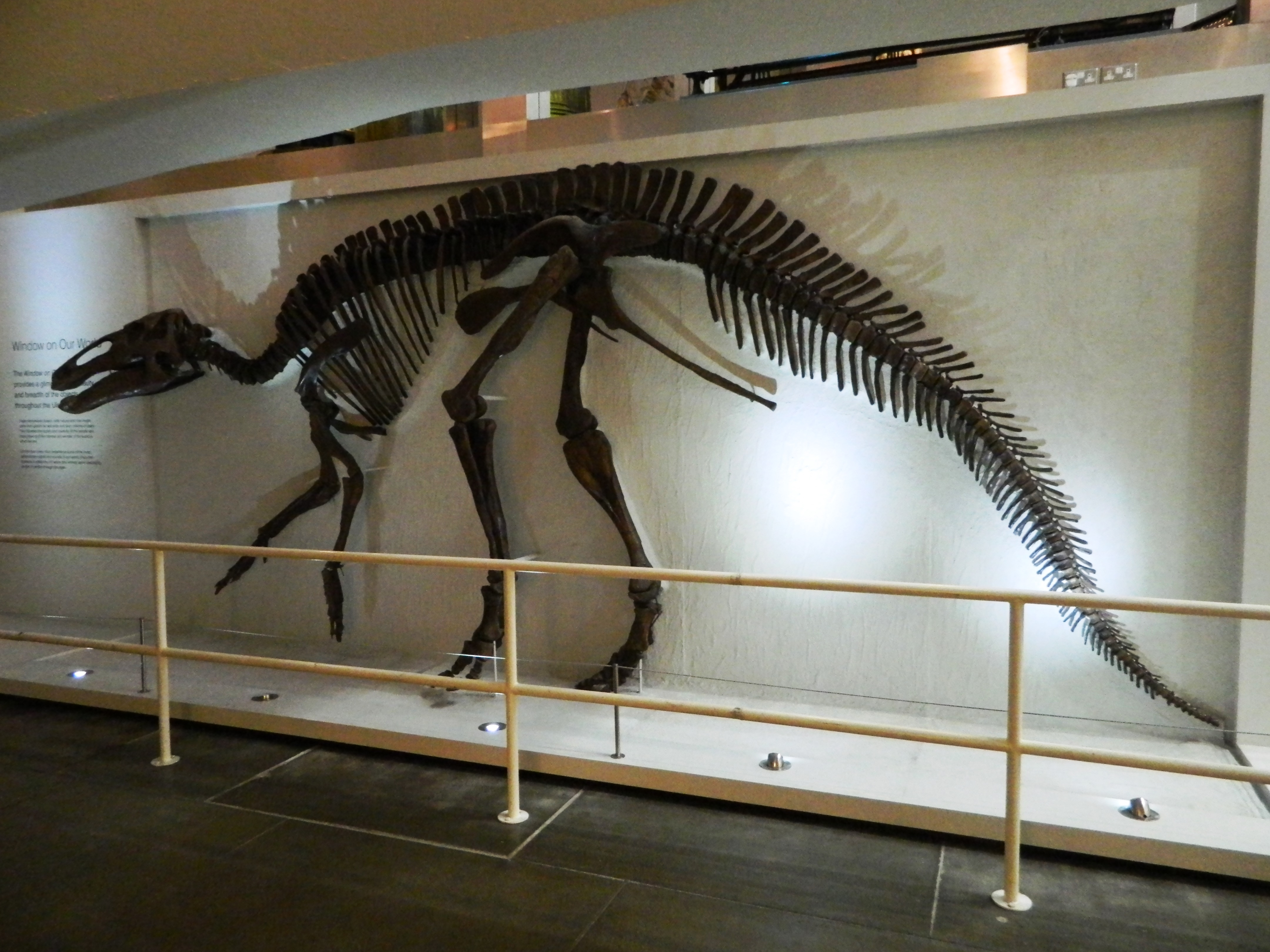
Esqueleto de Edmontosaurus annectens no museu de
Ulster, Belfast.